# Замок Баллігак
Замок Баллігак (англ. Ballyhack Castle, ірл. Caisleán Baile Hac, Caisleán Baile Each) — кашлєн Балє Хак, Кашлєн Балє Ех — один із замків Ірландії, розташований в графстві Вексфорд. Назва замку Балє Ех в перекладі з ірландської означає «місто коня», а назва Балє Гак означає «Місце зупинки», «стійбище», «стійло».

## Історія замку Баллігак
Замок Баллігак був побудований у XV столітті лицарями госпітальєрами десь близько 1480 року. Хоча існує гіпотеза, що на цьому місці був замок ще в ХІ столітті. Під час громадянської війни на Британських островах, під час ірландського повстання за незалежність у 1641 році замок був взятий штурмом військами Олівера Кромвеля. Потім замок був використаний для ув'язнення переміщених осіб перед тим як їх відправляли у вигнання. У такій якості замок використовувався до 1652 року. Саме тому в Ірландії виникла приказка: «Іди ти в Баллігак!»
Замок Баллігак був відреставрований і відкритий для публіки. У замку є музей і експозиції, що розповідають про Хрестові походи, про вікінгів, про норманів, про середньовічних ченців. У замку демонструються: темниця, камера для страт, фігури історичних осіб. Нині замок є національною пам'ятко. історії та культури Ірландії.